# 中书门下
中书门下，簡稱中書，習稱政事堂、都堂、政府、東府，是中国古代的一个官署名，是唐、五代、宋时期宰相及副相处理政事的场所。初设于门下省，唐高宗时徙于中书省，唐玄宗前称政事堂。开元十一年（723年），改政事堂为中书门下，政事堂印也改为中书门下印，且于其后分列吏、枢机、兵、户、刑礼五房。五代、宋因之。
宋朝初期，中书门下成为最高行政机构，其最高长官行使宰相的职权。三省六部、地方的節度使、防禦使等職務成了閒散機構。宋神宗元丰改制后，宋代宰相为左仆射兼门下侍郎、右仆射兼中书侍郎，形式上恢复了三省六部制。南宋建炎三年（1129年）四月，将中书省、门下省合并为中书门下省；改左仆射兼门下侍郎、右仆射兼中书侍郎分别为左右仆射兼同中书门下平章事，以示左右宰相通治三省事。